# Copa del Rey 1913
Copa del Rey 1913 var två olika tävlingar som hölls samma år.
På grund av meningsskiljaktigheter mellan Spanska fotbollsförbundet och en del klubbar, så hade Copa del Rey två parallella tävlingar som hölls 1913: en "officiell", anordnad av FEF (i Madrid) och en "inofficiell", som anordnades av spanska Union Football Club (i Barcelona). Båda är idag erkända som officiella av RFEF.

## Copa FEF (Federación Española de Fútbol)
Tävlingen startade den 16 mars 1913 och avslutades den 23 mars 1913 med omspelet av finalen som hölls på O'Donnell i Madrid, där Racing de Irún vann med 1–0 över Athletic Bilbao, vilket gav dem deras första vinst.

### Inledande omgång
|  | 16 mars 1913 | España FC | 1–0     | Vigo FC | Estadio O'Donnell, Madrid    |                              |
|  |              | Olivé 20′ | Rapport |         | Domare: José Manuel Kindelán | Domare: José Manuel Kindelán |
|  |              |           |         |         | Domare: José Manuel Kindelán | Domare: José Manuel Kindelán |
|  |              |           |         |         | Domare: José Manuel Kindelán | Domare: José Manuel Kindelán |

### Semifinaler
|  | 17 mars 1913 | Athletic Bilbao                   | 3–0     | Madrid FC | Estadio O'Donnell, Madrid  |                            |
|  |              | Pichichi 2′, 11′ Luis Cortadi 53′ | Rapport |           | Domare: Baldomero Martínez | Domare: Baldomero Martínez |
|  |              |                                   |         |           | Domare: Baldomero Martínez | Domare: Baldomero Martínez |
|  |              |                                   |         |           | Domare: Baldomero Martínez | Domare: Baldomero Martínez |

|  | 18 mars 1913 | Racing de Irún         | 1–0     | España FC | Estadio O'Donnell, Madrid |                      |
|  |              | Patricio Arabolaza 60′ | Rapport |           | Domare: Manuel Prast      | Domare: Manuel Prast |
|  |              |                        |         |           | Domare: Manuel Prast      | Domare: Manuel Prast |
|  |              |                        |         |           | Domare: Manuel Prast      | Domare: Manuel Prast |

### Final
|  | 22 mars 1913 | Racing de Irún                            | 0000 2–2 (e.fl.) | Athletic Bilbao              | Estadio O'Donnell, Madrid  |                            |
|  |              | Patricio Arabolaza 10′ Manuel Retegui 20′ | Rapport          | 47′ Pichichi 47′ Belauste II | Domare: Santiago Rodríguez | Domare: Santiago Rodríguez |
|  |              |                                           |                  |                              | Domare: Santiago Rodríguez | Domare: Santiago Rodríguez |
|  |              |                                           |                  |                              | Domare: Santiago Rodríguez | Domare: Santiago Rodríguez |

### Omspel
|       | 23 mars 1913 | Racing de Irún     | 1–0     | Athletic Bilbao | Estadio O'Donnell, Madrid |                      |
| 15.30 | 15.30        | Manuel Retegui 70′ | Rapport |                 | Domare: Manuel Prast      | Domare: Manuel Prast |
| 15.30 | 15.30        |                    |         |                 | Domare: Manuel Prast      | Domare: Manuel Prast |
| 15.30 | 15.30        |                    |         |                 | Domare: Manuel Prast      | Domare: Manuel Prast |

| Vinnare av Copa del Rey 1913 (FEF) |
| ---------------------------------- |
| Racing de Irún 1:a titeln          |

## Copa UECF (Unión Española de Clubes de Fútbol)
Tre lag skulle delta i turneringen, men Pontevedra CF drog sig ur innan turneringen startade. Eftersom endast FC Barcelona och Real Sociedad deltog bestämdes det att finalen skulle avgöras i ett dubbelmöte. Efter att båda matcherna slutat oavgjort (2–2 och 0–0) avgjordes finalen i ett omspel där Barça besegrade Real Sociedad med 2–1.

### Final

#### Första matchen
|  | 16 mars 1913 | Real Sociedad                         | 2–2     | FC Barcelona                            | Camp de la Indústria, Barcelona |                         |
|  |              | Domingo Arrillaga 15′ Juan Artola 89′ | Rapport | 49′ Romà Forns 69′ Apolinario Rodríguez | Domare: Eugenio Angosto         | Domare: Eugenio Angosto |
|  |              |                                       |         |                                         | Domare: Eugenio Angosto         | Domare: Eugenio Angosto |
|  |              |                                       |         |                                         | Domare: Eugenio Angosto         | Domare: Eugenio Angosto |

#### Andra matchen
|  | 17 mars 1913 | FC Barcelona | 0–0 | Real Sociedad | Camp de la Indústria, Barcelona |  |
|  |              |              |     |               | Domare: Eugenio Angosto         |  |
|  |              |              |     |               |                                 |  |
|  |              |              |     |               |                                 |  |

### Omspel
|  | 23 mars 1913 | FC Barcelona                             | 2–1     | Real Sociedad            | Camp de la Indústria, Barcelona |                         |
|  |              | José Berdié 33′ Apolinario Rodríguez 35′ | Rapport | 12′ (str.) Manuel Rezola | Domare: Eugenio Angosto         | Domare: Eugenio Angosto |
|  |              |                                          |         |                          | Domare: Eugenio Angosto         | Domare: Eugenio Angosto |
|  |              |                                          |         |                          | Domare: Eugenio Angosto         | Domare: Eugenio Angosto |

| Vinnare av Copa del Rey 1913 (UECF) |
| ----------------------------------- |
| FC Barcelona 3:e titeln             |